# Theodorus Dekker
Theodorus „Dirk“ Jozef Dekker (* 1. März 1927; † 25. November 2021) war ein niederländischer Mathematiker.
Dekker erhielt 1954 seinen Mastertitel in Mathematik und 1958 seinen Doktortitel von der Universität von Amsterdam. Seine Dissertation trug den Titel Paradoxical Decompositions of Sets and Spaces. Sein Doktorvater war Johannes de Groot.
Im Anschluss ging er am Mathematisch Centrum in Amsterdam, wo er unter anderem an der Programmierung in Algol 60 beteiligt war. Im Jahr 1971 wurde er Professor für Numerik an der Universität von Amsterdam, an der er bis zu seiner Emeritierung im Jahr 1992 blieb. Dort gehörte er 1981 zu den Begründern der Informatik-Abteilung.
Zu seinen Forschungsgebieten gehörten Numerik, Numerische Software und Zahlentheorie.
Nach Dekker benannt ist der Dekker-Algorithmus, welcher es zwei Prozessen ermöglicht, eine einzelne Ressource konfliktfrei zu nutzen.

## Schriften (Auswahl)
- Paradoxical Decompositions of sets and spaces info, 1958 (Dissertation)
- Numerieke algebra info, 1971
- Algorithms and applications on vector and parallel computers
- ALGOL 60 procedures in numerical algebra info